# Mimudea leucopeplalis
Mimudea leucopeplalis là một loài bướm đêm trong họ Crambidae.